# Gnophos perstrigata
Gnophos perstrigata là một loài bướm đêm trong họ Geometridae.